# Лессер, Винсенти де
Винсенти Фредерик де Лессер, или Лессерович (пол. Wincenty Fryderyk de Lesseur, Lesserowicz; 1745, Варшава — 31 мая 1813 года, Варшава) — польский художник, миниатюрист, пастелист и карикатурист.

## Биография
Происходил из семьи ополяченного француза, его отец был офицером французской армии, дислоцированной в Варшаве после войны за польское наследство. Обучался живописи в художественной мастерской в Королевском дворце в Варшаве, созданной Марчелло Баччарелли. Во время краткого пребывания в Вене работал с Генрихом Фюгером.
Его главным покровителем и заказчиком был последний польский король Станислав Август Понятовский. После 1787 года он служил камергером при дворе. К 1804 стал достаточно состоятельным, чтобы обосноваться в собственном доме Małe Kozery.
Мастерски владел техникой создания акварельных и гуашевых миниатюр на слоновой кости, чаще всего в пуантилистском стиле, хотя и с небольшим эффектом плавности.
Помимо портретов Станислава Августа, рисовал портреты других европейских монархов, национальных героев, художников, учёных, аристократических семей и их друзей. Кроме собственных произведений, создавал миниатюры на основе работ Баччарелли, Иосефа Грасси и Иоганна Лампи Старшего.
Среди его учеников были Мацей Топольский (1767—1812) и Валерия Тарновская (1782—1849). 
Большая коллекция миниатюр Лессера и Тарновской, которая раньше принадлежала семье Тарновских, теперь находится в экспозиции «Польского музея» в Рапперсвиле в Швейцарии.

## Галерея

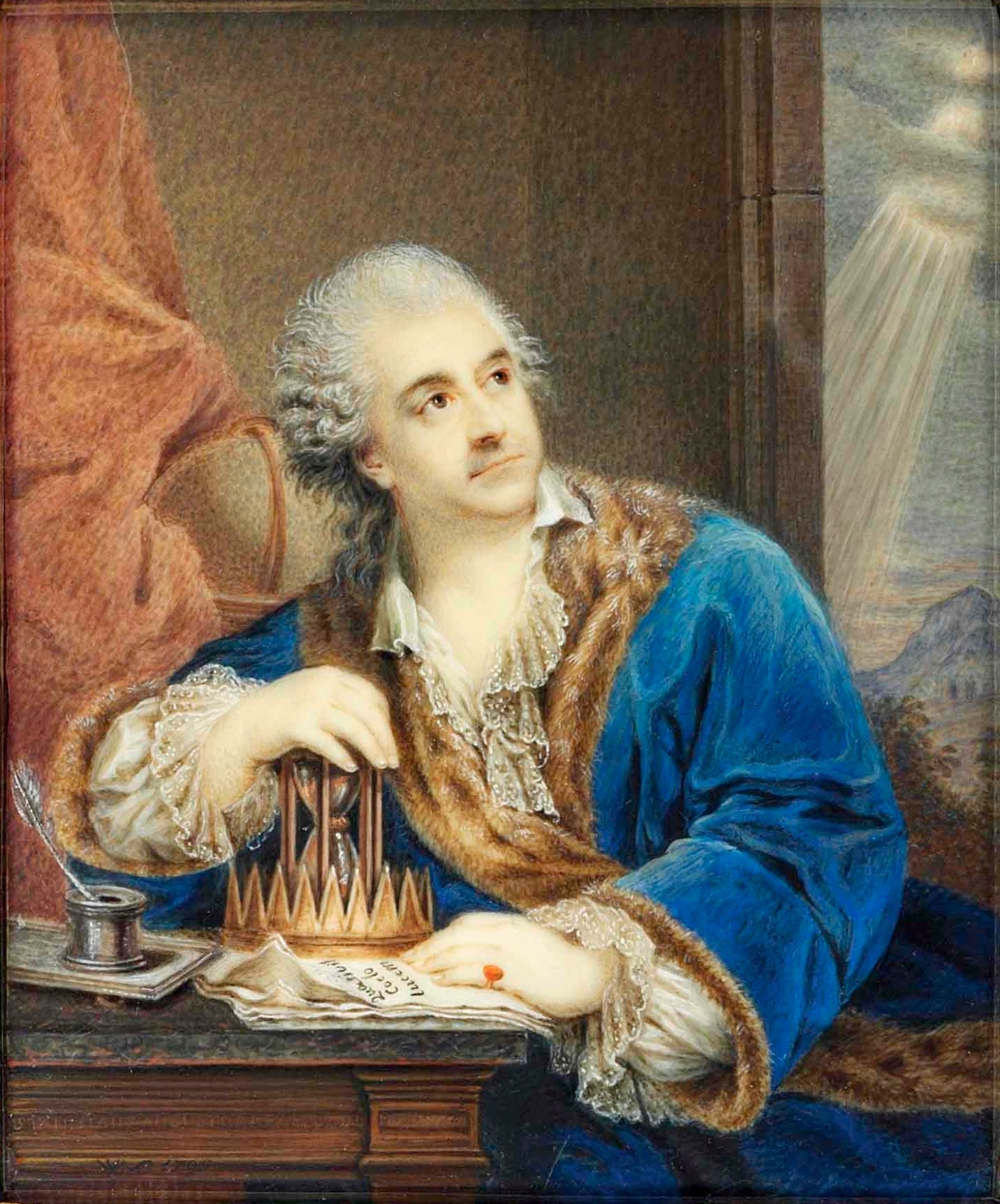
Портрет короля Станислава Августа с песочными часами.
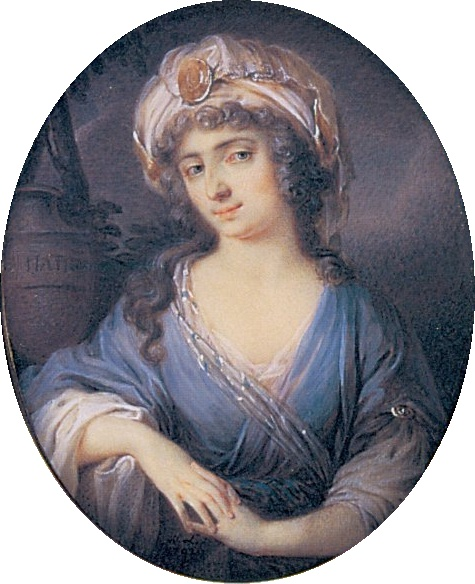
Портрет Феклы (Теклы) Чаплицы, княгини Яблоновской (дочь Целестына Чаплицы), 1792, 83x66 мм